# Skuły

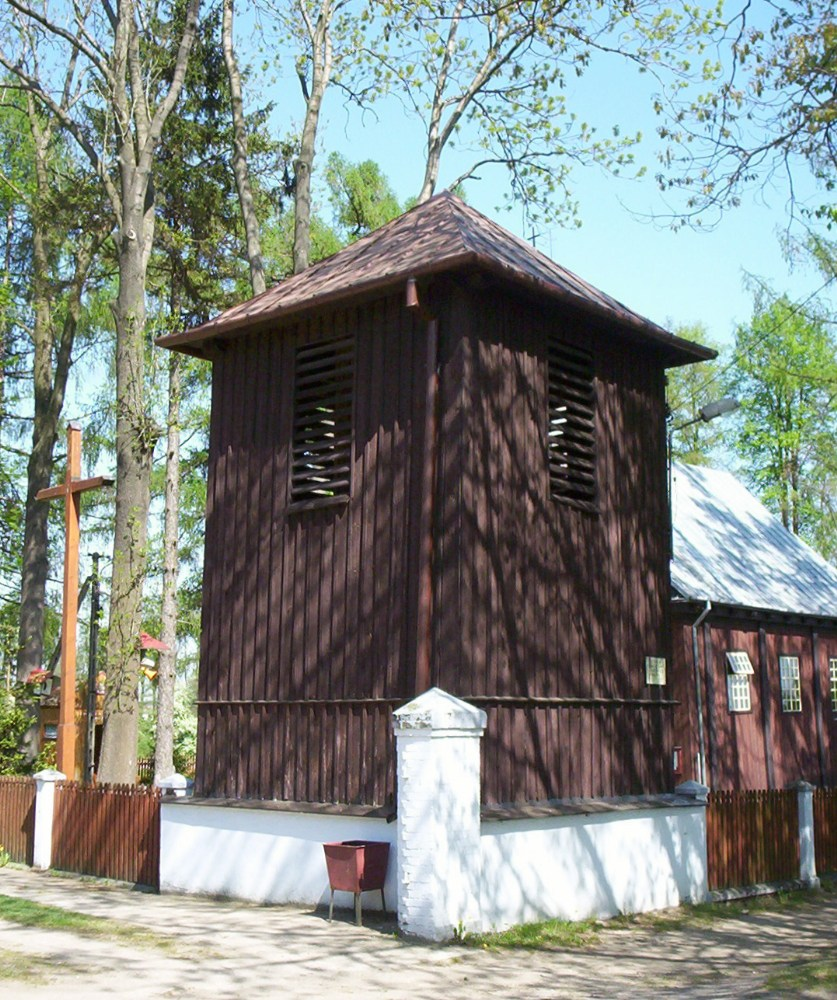
Dzwonnica przy kościele

Skuły – wieś sołecka w Polsce położona w województwie mazowieckim, w powiecie grodziskim, w gminie Żabia Wola. Położona nad Pisią Tuczną.
W latach 1975–1998 miejscowość położona była w województwie skierniewickim.

## Historia
Pierwsze wzmianki pochodzą I poł. z XV wieku, osada była ośrodkiem dóbr wojewody czerskiego Piotra Pilikowicza. Wieś szlachecka Skuli położona była w drugiej połowie XVI wieku w powiecie tarczyńskim ziemi warszawskiej województwa mazowieckiego.
Po powstaniu styczniowym folwark skulski został skonfiskowany i wydzierżawiony, zaś po wojnie rosyjsko-tureckiej 1877-1878, dobra te otrzymał generał Michaił Skobielew. Sprowadził on w 1878 osadników rosyjskich, którzy na przekazanej im ziemi założyli osadę Skobelówka (po I wojnie światowej na cześć Bartosza Głowackiego nazwę zmieniono na Bartoszówka). Po osadnikach rosyjskich zachował się cmentarz prawosławny, graniczący ze starym cmentarzem katolickim.
We wsi znajduje się kościół pod wezwaniem Świętych Apostołów Piotra i Pawła (parafia  należy do dekanatu Mszczonów diecezji łowickiej), jest on prawdopodobnie trzecim kościołem w Skułach. Pierwszy został wybudowany przypuszczalnie w XIV wieku, drugi w XVI w., a spalony w 1656. Obecny kościół wzniesiono w 1678, w latach 1774–1775 dobudowano zakrystię, a ściany wewnątrz obito płótnem, na którym namalowane zostały sceny ze Starego i Nowego Testamentu. Część wyposażenia kościoła pochodzi z XVIII w. Obok stoi dzwonnica z 1822, a przed samym kościołem zegar słoneczny z XVIII w.
We wsi istnieje Ochotnicza Straż Pożarna w Skułach. Założona została 19 kwietnia 1927. Inicjatorem powstania tej organizacji był Stanisław Sokołowski, który objął funkcję naczelnika. Jest istotnym ośrodkiem wspólnoto-twórczym. Od 2018 r. w jej pomieszczeniu organizowane są kursy języka angielskiego.
Skuły i Bartoszówka, położone są między dwoma kompleksami leśnymi. Las na wschód od wsi, objęty jest w większości ochroną ścisłą (rez. Skulski Las), zaś w lesie na zachodzie utworzony jest niewielki rez. Skulskie Dęby.
Do 1954 roku istniała gmina Skuły.

## Zabytki
Według wykazu NID w Skułach znajdują się cztery zabytki architektury sakralnej i sepulkralnej:
- Kościół par. pw. śś. Piotra i Pawła (decyzja 44/460 z 23.03.1962)
- Dzwonnica przy kościele par. pw. śś. Piotra i Pawła (decyzja 44/460 z 23.03.1962)
- Cmentarz rzymskokatolicki - (decyzja 890 z 21.12.1992)
- Cmentarz przy kościele par. pw. śś. Piotra i Pawła (decyzja 976-A z 18.10.1994)

## Szlaki piesze
- Grzegorzewice - Bartoszówka/Skuły - rez. Skulski Las - Żelechów (fragment szlaku Rochna - Młochów)
- Grzegorzewice (stacja PKP) - Bartoszówka/Skuły - Kuklówka Zarzeczna i Radziejowicka - Jaktorów